# 神谷俊一郎
神谷 俊一郎（かみや しゅんいちろう）は、日本の和太鼓奏者。愛知県安城市出身で和太鼓を中心とした演奏、演出、作曲を手がけている。
和太鼓のジャンルのみならず、J-POP、歌舞伎、演劇、クラシックなどとのコラボレーションも話題を呼んでいる。全米最大のアートフェスティバル「バーニングマン」では、史上初の招待和楽器奏者の一員として、緊縛師Hajime Kinoko氏とのコラボパフォーマンスを行った。現在は演奏活動の傍ら、企業向けチームビルディングワークショップや舞台演出に力を入れている。

## 来歴
愛知県に生まれる。小学4年の頃に太鼓に触れ、「高棚まつり保存会」を通して祭りや地域での活動に参加しながら太鼓を始める。
Drum TAOの舞台を経験したのちに、新潟県の佐渡島に拠点を置く鼓童に所属し、舞台メンバーとして活動をしていた。
2017年から愛知県を拠点とし、和太鼓や篠笛を中心とした演出、作曲、演奏などを行なっており、企業向けのチームビルディングワークショップなどもおこなっている。
独立後に太鼓を中心とした同世代の仲間が集う場として「まといの会」を発足、主宰。まといの会には愛知、岐阜、三重、静岡、大阪、滋賀、埼玉、神奈川からそれぞれ活躍をしている若手太鼓打がコミュニティとして集結し、『まといあわせ』公演をほぼ毎年開催している。まといの会は太鼓の練習や演奏以外にもBBQや祭り見学などを通して交流を行い、和太鼓を通したコミュニティ作りを大切にしている。
2019年1月に国際交流基金に招聘されミャンマーのヤンゴンとネピドーにて演奏、ミャンマー国立交響楽団と共演。10月に在クリチバ日本国総領事館より招聘を受け、坂本雅幸氏と和太鼓のワークショップと公演を行った。
2022年には旧約聖書に登場するバベルの塔を題材にした舞台「ジッグラト」を演出した。
2023年（令和5年）に安城市文化奨励賞を受賞。三陸国際芸術祭では東北・三陸地域の未来を担う若者にフォーカスした三陸のだむら未来芸能祭に招聘された。
2025年には旧約聖書の「カインとアベル」の物語を題材にした舞台作品「ツァディク」の初演を行い、太鼓や笛に民族楽器や演劇要素を加えた音楽空間を作り上げた。